# Lot 39 (Île-du-Prince-Édouard)
Lot 39 est un canton dans le comté de Kings, Île-du-Prince-Édouard, Canada. Il fait partie de la Paroisse St. Patrick.
Colonel Thomas Dawson achetât 2,0 km2 de terre dans le Lot 39, le 19 mars 1800, pour 135 livres, 8 shillings et 4 pences. Plus tard, il achetât un autre 0,40 km2. Il émigra de Coote Hill, comté Cavan, Irlande avec son épouse Elizabeth et leurs six enfants, arrivant à l'IPE, le 6 juin 1801. Colonel Thomas Dawson (1762–1804) appelât sa nouvelle propriété Dawson's Grove. Il est enterré au cimetière de l'avenue Elm à Charlottetown, IPE.

## Population
- 620 (recensement de 2001)[1]
- 657 (recensement de 2006)[1]
- 593 (recensement de 2011)[2]

## Communautés
Incorporé :
- Morell

Non-incorporé :
- Bangor
- Bristol
- Byrnes Road
- Dundee
- Green Meadows
- Head of Hillsborough